# (6054) Ghiberti
(6054) Ghiberti ist ein Asteroid des inneren Hauptgürtels, der am 24. September 1960 von dem niederländischen Astronomenehepaar Cornelis Johannes van Houten und Ingrid van Houten-Groeneveld entdeckt wurde. Die Entdeckung geschah im Rahmen des Palomar-Leiden-Surveys, bei dem von Tom Gehrels mit dem 120-cm-Oschin-Schmidt-Teleskop des Palomar-Observatoriums aufgenommene Feldplatten an der Universität Leiden durchmustert wurden.
Der mittlere Durchmesser des Asteroiden wurde mit 4,895 (±0,205) km berechnet, die Albedo mit 0,223 (±0,032).
(6054) Ghiberti wurde am 5. März 1996 nach dem Bildhauer Lorenzo Ghiberti benannt, der mit Luca della Robbia und Donatello zu den Begründern der Frührenaissance in Florenz gehörte. Nach Luca della Robbia ist der Asteroid des äußeren Hauptgürtels (6057) Robbia benannt, nach Donatello der Asteroid des mittleren Hauptgürtels (6056) Donatello. Schon 1976 war ein Einschlagkrater auf der südlichen Hemisphäre des Planeten Merkur nach Lorenzo Ghiberti benannt worden: Merkurkrater Ghiberti.